# Obična rosulja
Obična rosulja (rosulja tankolisna, roguša, šopulja, troskot, rosulja crvena, lat. Agrostis capillaris), vrsta jednosupnice iz porodice trava raširene po Euroaziji (uključujući i Hrvatsku), odakle je introducirana po mnogim zemljama svijeta.

## Sinonimi
Postoji 86 sinonima za ovu vrstu.